# Pogonomys championi
Pogonomys championi és una espècie de mamífer rosegador de la família dels múrids. És endèmic de Papua Nova Guinea, on viu a altituds d'entre 1.400 i 2.300 msnm. El seu hàbitat natural són els boscos humits tropicals. Es desconeix si hi ha cap amenaça significativa per a la supervivència d'aquesta espècie. Aquest tàxon fou anomenat en honor de l'explorador britànic Ivan Francis Champion.